# Grič
Gríč (starinsko holm) je nižja vzpetina na zemeljskem površju. Navadno je grič od okolice ob svojem vznožju višji za približno 50 do 300 m relativne višine, vzpetina višja od te meje pa je pojmovana kot hrib. Grič ima lahko priostrene ali zaobljene oblike. Več gričev povezanih v zaključeno celoto je gričevje.
Majhen grič, ki je ločen od gričevja ali hribovja, je griček.

### Gričevja v Sloveniji:
- Biljenski griči
- Dobrsko gričevje (Avstrija-Gradščanska/Slovenija/Madžarska)
- Dravinjske gorice
- Goričko
- Goriška brda
- Haloze
- Koprska brda (Šavrinska brda oz. Šavrinsko gričevje)
- Lendavske gorice
- Ložniško gričevje
- Mirnsko gričevje
- Raduljsko gričevje (hribovje) (tudi Raduljsko-dolenjsko gričevje)
- Slovenske gorice (Zahodne in Ljutomersko-ormoške)
- Vipavska brda
- Voglanjsko gričevje
- (Obsotelsko gričevje)
  - Zgornjesotelsko gričevje
  - Srednjesotelsko gričevje
  - Bizeljsko gričevje
- Kozjansko gričevje
- Krško gričevje
- Senovsko gričevje
- Tunjiško gričevje
- Voglajnško gričevje